# Lijst van nummer 1-hits in Oostenrijk in 2011
Deze hits stonden in 2011 op nummer 1 in de Ö3 Austria Top 40, de bekendste hitlijst in Oostenrijk.
| Datum        | Artiest                          | Titel                                |
| ------------ | -------------------------------- | ------------------------------------ |
| 7 januari    | The Black Eyed Peas              | The time (Dirty bit)                 |
| 14 januari   | The Black Eyed Peas              | The time (Dirty bit)                 |
| 21 januari   | The Black Eyed Peas              | The time (Dirty bit)                 |
| 28 januari   | Trackshittaz                     | Guuugarutz                           |
| 4 februari   | Martin Solveig & Dragonette      | Hello                                |
| 11 februari  | Cornelia Mooswalder              | Should have let you love me          |
| 18 februari  | Martin Solveig & Dragonette      | Hello                                |
| 25 februari  | Martin Solveig & Dragonette      | Hello                                |
| 4 maart      | Martin Solveig & Dragonette      | Hello                                |
| 11 maart     | Martin Solveig & Dragonette      | Hello                                |
| 18 maart     | Lady Gaga                        | Born this way                        |
| 25 maart     | Lady Gaga                        | Born this way                        |
| 1 april      | Lady Gaga                        | Born this way                        |
| 8 april      | Lady Gaga                        | Born this way                        |
| 15 april     | Jennifer Lopez & Pitbull         | On the floor                         |
| 22 april     | Caro Emerald                     | A night like this                    |
| 29 april     | Jennifer Lopez & Pitbull         | On the floor                         |
| 6 mei        | Snoop Dogg & David Guetta        | Sweat                                |
| 13 mei       | Snoop Dogg & David Guetta        | Sweat                                |
| 20 mei       | Pietro Lombardi                  | Call my name                         |
| 27 mei       | Pietro Lombardi                  | Call my name                         |
| 3 juni       | Pietro Lombardi                  | Call my name                         |
| 10 juni      | Pietro Lombardi                  | Call my name                         |
| 17 juni      | LMFAO, Lauren Bennett & GoonRock | Party rock anthem                    |
| 24 juni      | Alexandra Stan                   | Mr. Saxobeat                         |
| 1 juli       | Alexandra Stan                   | Mr. Saxobeat                         |
| 8 juli       | Alexandra Stan                   | Mr. Saxobeat                         |
| 15 juli      | Alexandra Stan                   | Mr. Saxobeat                         |
| 22 juli      | Alexandra Stan                   | Mr. Saxobeat                         |
| 29 juli      | Alexandra Stan                   | Mr. Saxobeat                         |
| 5 augustus   | Alexandra Stan                   | Mr. Saxobeat                         |
| 12 augustus  | Don Omar & Lucenzo               | Danza kuduro                         |
| 19 augustus  | Don Omar & Lucenzo               | Danza kuduro                         |
| 26 augustus  | Don Omar & Lucenzo               | Danza kuduro                         |
| 2 september  | Don Omar & Lucenzo               | Danza kuduro                         |
| 9 september  | Sak Noel                         | Loca people (la gente esta muy loka) |
| 16 september | Sak Noel                         | Loca people (la gente esta muy loka) |
| 23 september | Maroon 5 & Christina Aguilera    | Moves like Jagger                    |
| 30 september | James Morrison                   | I won't let you go                   |
| 7 oktober    | Marlon Roudette                  | New age                              |
| 14 oktober   | Hubert von Goisern               | Brenna tuat's guat                   |
| 21 oktober   | Hubert von Goisern               | Brenna tuat's guat                   |
| 28 oktober   | Hubert von Goisern               | Brenna tuat's guat                   |
| 4 november   | Hubert von Goisern               | Brenna tuat's guat                   |
| 11 november  | Hubert von Goisern               | Brenna tuat's guat                   |
| 18 november  | Aura Dione                       | Geronimo                             |
| 25 november  | Flo Rida                         | Good feeling                         |
| 2 december   | Taio Cruz & Flo Rida             | Hangover                             |
| 9 december   | Taio Cruz & Flo Rida             | Hangover                             |
| 16 december  | Taio Cruz & Flo Rida             | Hangover                             |
| 23 december  | Taio Cruz & Flo Rida             | Hangover                             |
| 30 december  | Geen lijst verschenen            | Geen lijst verschenen                |